# Gottscheer Kalender
Gottscheer Kalender je bil koledar, ki je enkrat letno izhajal v Kočevju v tiskarni Jožefa Pavlička. Ukvarjal se je predvsem z zgodovinskimi tematikami, izvoru kočevskih nemcev ter folklornimi vprašanji. Izhajal je med letoma 1921-1941.